# Réservoir aux Outardes 2
Das Réservoir aux Outardes 2 ist ein Stausee am Fluss Rivière aux Outardes in der Verwaltungsregion Côte-Nord der kanadischen Provinz Québec. 
Er entstand in den Jahren 1974 bis 1978. Das Stauziel beträgt 84 m, das Speichervolumen beläuft sich auf 16,2 Mio. m³. 62 km flussaufwärts befindet sich das Wasserkraftwerk Centrale aux Outardes-3. Der Fluss Rivière aux Outardes ist auf einer Länge von etwa 40 Kilometern aufgestaut.
Der zugehörige Staudamm Barrage aux Outardes-2 liegt 24 km westlich von Baie-Comeau und etwa 10 km vor der Mündung des Flusses in den Mündungstrichter des Sankt-Lorenz-Stroms.
Das Wasserkraftwerk Centrale aux Outardes-2 hat 3 Turbinen mit einer Gesamtleistung von 523 MW. Das hydraulische Potential beträgt 82,3 m.